# Tour de Flandes 1926
El Tour de Flandes 1926 és la 10a edició del Tour de Flandes. La cursa es disputà el 21 de març de 1926, amb inici i final a Gant i un recorregut de 217 quilòmetres.
El vencedor final fou el belga Denis Verschueren, que s'imposà a l'esprint als altres sis components d'un grup d'escapats. Els també belgues Gustaaf van Slembroeck i Raymond Decorte foren segon i tercer respecitvament.

## Classificació final
|    | Ciclista                     | Equip                       | Temps      |
| -- | ---------------------------- | --------------------------- | ---------- |
| 1  | Denis Verschueren (BEL)      | Wonder-Ravat                | 7h 12' 30" |
| 2  | Gustaaf van Slembroeck (BEL) | J.B. Louvet-Wolber          | m. t.      |
| 3  | Raymond Decorte (BEL)        | J.B.Louvet-Pouchois         | m. t.      |
| 4  | Julien Delbecque (BEL)       | Armor-Dunlop                | m. t.      |
| 5  | Leon Parmentier (BEL)        | Automoto-Hutchinson         | m. t.      |
| 6  | Omer Vermeulen (BEL)         | Meteore-Wolber              | m. t.      |
| 7  | Gaston Rebry (BEL)           | Peugeot-Dunlop              | m. t.      |
| 8  | August Verdyck (BEL)         | Automoto-Hutchinson         | + 2' 30"   |
| 9  | Nicolas Frantz (LUX)         | Alcyon-Dunlop               | + 6' 00"   |
| 10 | Jules Huyvaert (BEL)         | La Française-Diamant-Dunlop | + 6' 00"   |